# Oppedette
Oppedette est une commune française située dans le département des Alpes-de-Haute-Provence, en région Provence-Alpes-Côte d'Azur.

## Géographie

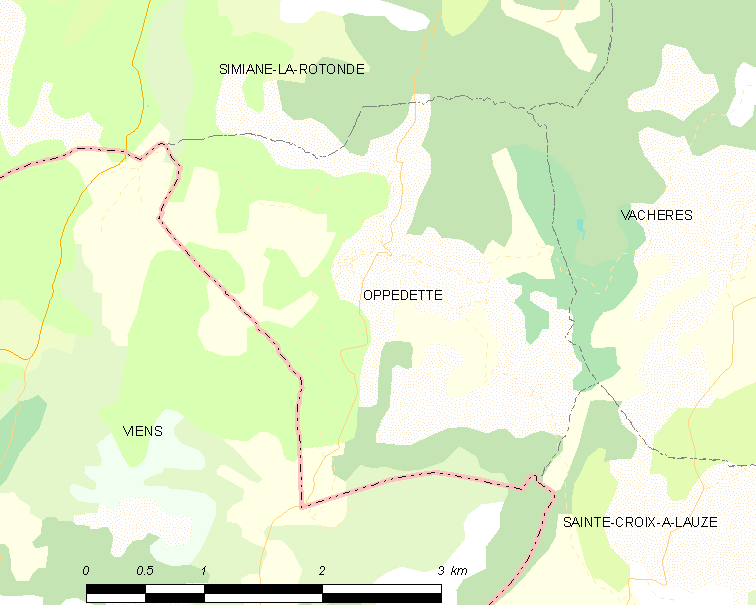
Oppedette et les communes voisines (cliquez sur la carte pour accéder à une grande carte avec la légende).

Le village est perché sur un promontoire rocheux, à l’entrée des gorges du Calavon, à 525 m d’altitude, et forme un site pittoresque selon l’Atlas historique de la Provence.
Un décor sauvage de roches et de gorges creusées par la rivière du Calavon forment le défilé d’Oppedette (large de 1 m). Les parois de calcaire urgonien des gorges sont multicolores. Elles présentent plusieurs exemples de grottes, ponts naturels et avens (dont le Kléber-Blanc, profond de 22 m). Les sentiers de grande randonnée GR 4 et GR 6 se croisent au-dessus des gorges.
Oppedette est située à 6 km de Simiane-la-Rotonde, à 6 km de Carniol, à 8 km de Vachères, à 22 km d’Apt et à 37 km de Forcalquier.

### Hydrographie

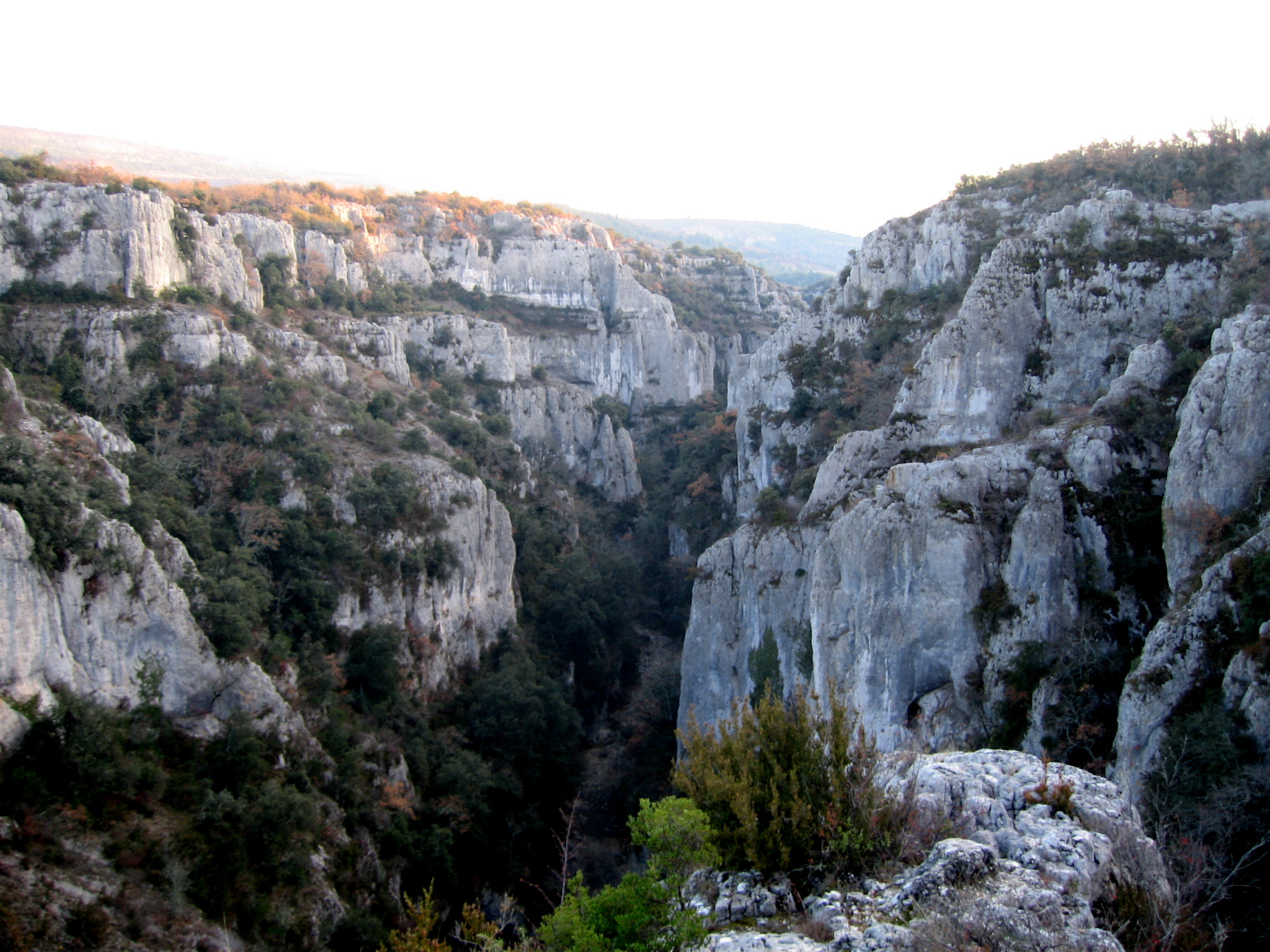
Gorges d’Oppedette.

Le Calavon prend sa source sur les hauteurs de la commune de Banon.

### Climat
Pour des articles plus généraux, voir Climat de Provence-Alpes-Côte d'Azur et Climat des Alpes-de-Haute-Provence.
En 2010, le climat de la commune est de type climat méditerranéen altéré, selon une étude du Centre national de la recherche scientifique s'appuyant sur une série de données couvrant la période 1971-2000. En 2020, Météo-France publie une typologie des climats de la France métropolitaine dans laquelle la commune est dans une zone de transition entre le climat de montagne et le climat méditerranéen et est dans la région climatique Provence, Languedoc-Roussillon, caractérisée par une pluviométrie faible en été, un très bon ensoleillement (2 600 h/an), un été chaud (21,5 °C), un air très sec en été, sec en toutes saisons, des vents forts (fréquence de 40 à 50 % de vents > 5 m/s) et peu de brouillards.
Pour la période 1971-2000, la température annuelle moyenne est de 12 °C, avec une amplitude thermique annuelle de 16,8 °C. Le cumul annuel moyen de précipitations est de 890 mm, avec 6,2 jours de précipitations en janvier et 3,4 jours en juillet. Pour la période 1991-2020, la température moyenne annuelle observée sur la station météorologique de Météo-France la plus proche, « Saint-Christol », sur la commune de Saint-Christol à 13 km à vol d'oiseau, est de 10,0 °C et le cumul annuel moyen de précipitations est de 1 015,3 mm. 
La température maximale relevée sur cette station est de 39,3 °C, atteinte le 28 juin 2019 ; la température minimale est de −20,1 °C, atteinte le 19 février 1983,,.
Les paramètres climatiques de la commune ont été estimés pour le milieu du siècle (2041-2070) selon différents scénarios d'émission de gaz à effet de serre à partir des nouvelles projections climatiques de référence DRIAS-2020. Ils sont consultables sur un site dédié publié par Météo-France en novembre 2022.

### Environnement
La commune compte 323 ha de bois et forêts, soit 38 % de sa superficie.

### Risques majeurs
Aucune des 200 communes du département n'est en zone de risque sismique nul. Le canton de Reillanne auquel appartient Oppedette est en zone 1b (sismicité faible) selon la classification déterministe de 1991, basée sur les séismes historiques, et en zone 3 (risque modéré) selon la classification probabiliste EC8 de 2011. La commune d’Oppedette est également exposée à deux autres risques naturels :
- feu de forêt,
- mouvement de terrain : la commune est presque entièrement concernée par un aléa moyen à fort[13].

Aucun plan de prévention des risques naturels prévisibles (PPR) n’existe pour la commune et le Dicrim n’existe pas.

## Urbanisme

### Typologie
Au 1er janvier 2024, Oppedette est catégorisée commune rurale à habitat très dispersé, selon la nouvelle grille communale de densité à 7 niveaux définie par l'Insee en 2022.
Elle est située hors unité urbaine et hors attraction des villes,.

### Occupation des sols
L'occupation des sols de la commune, telle qu'elle ressort de la base de données européenne d’occupation biophysique des sols Corine Land Cover (CLC), est marquée par l'importance des territoires agricoles (50,2 % en 2018), en augmentation par rapport à 1990 (49,4 %). La répartition détaillée en 2018 est la suivante : 
forêts (47,3 %), zones agricoles hétérogènes (31,7 %), terres arables (18,5 %), milieux à végétation arbustive et/ou herbacée (2,5 %).
L'évolution de l’occupation des sols de la commune et de ses infrastructures peut être observée sur les différentes représentations cartographiques du territoire : la carte de Cassini (XVIIIe siècle), la carte d'état-major (1820-1866) et les cartes ou photos aériennes de l'IGN pour la période actuelle (1950 à aujourd'hui).

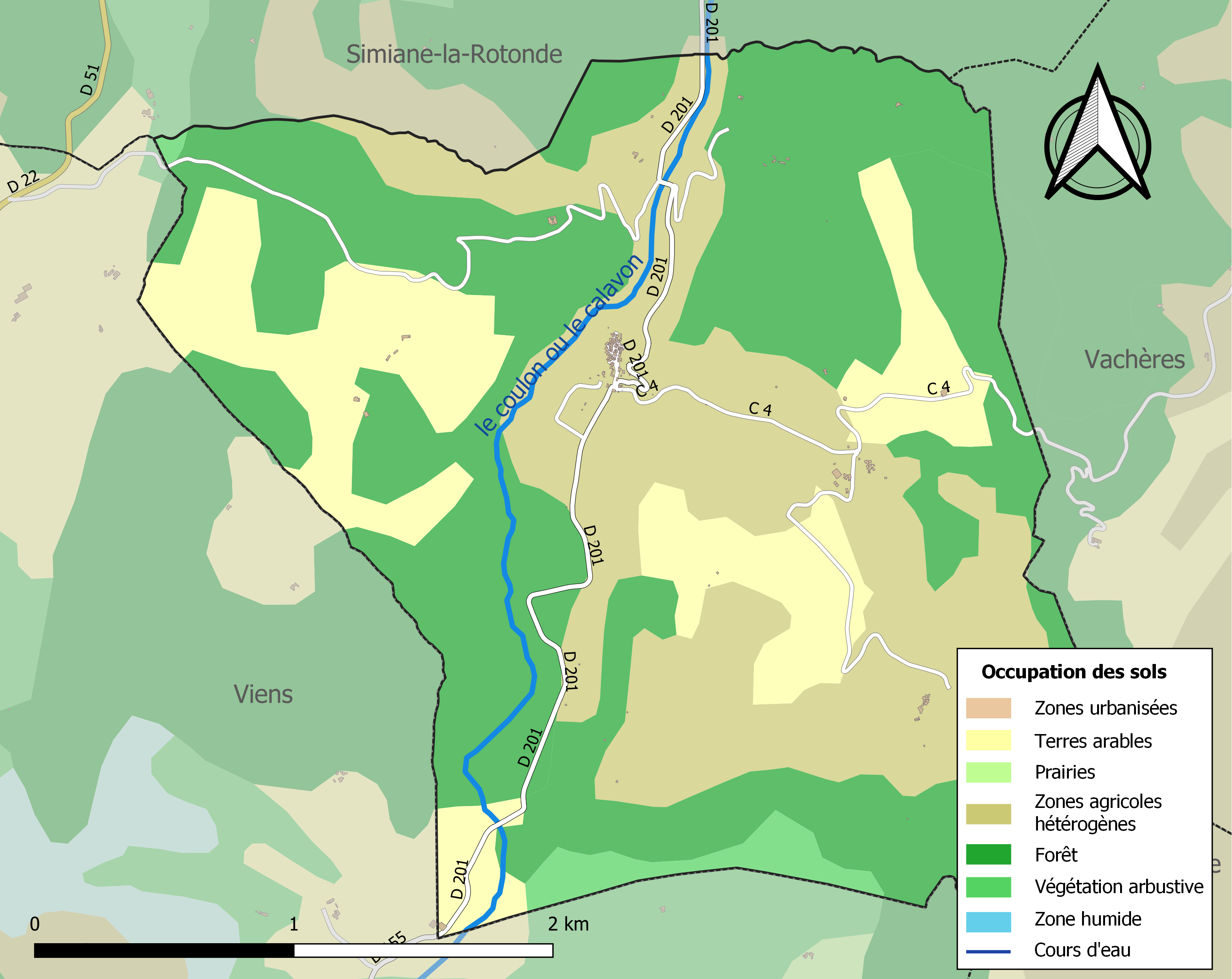
Carte de l'occupation des sols de la commune en 2018 (CLC).

## Toponymie
Le nom d’Oppedette est généralement attribué à sa situation sur un site défensif, propre à accueillir un oppidum. Cependant, la forme ancienne du nom, tel qu'il apparaît en 1274 (de Apedeta), contredit cette hypothèse. Pour certains spécialistes, il s'agit d'un diminutif du nom d'Oppède : Oppedette n'est pas le petit oppidum, mais le petit Oppède,. Cette dernière affirmation nous paraît tout à fait farfelue. En effet, la situation du village dans sa topographie, sur les falaises des gorges qui constituent un rempart naturel, laisse fortement à penser qu'Oppedette était bien une place forte et que sa toponymie « Oppedette » vient bien étymologiquement d'oppidum. N.B. : ce village semblait, par ailleurs, être défendu, côté sud et côté est, par un mur d'enceinte dont il reste quelques vestiges côté sud. Oppedette serait une ancienne étape présente sur la table de Peutinger sous le nom de Catuica, mais il existe un doute entre Oppedette et Reillanne. Ce toponyme pourrait être une transplantation de Oppède du Vaucluse.
Aupedet en occitan.

## Histoire

### Préhistoire
Le territoire de la commune est fréquenté dès le paléolithique (vestiges datés de 40 000 ans environ). Différents sites de différentes cultures préhistorique ont été explorés : le pont de la Blaque (moustérien), le Prat Rougien. Pendant le néolithique, le territoire de la commune est toujours fréquenté : des stations ont été retrouvées aux Planes, au Tuilier, aux Gleïo, et une sépulture, tous datés du Chasséen. Au chalcolithique, les hommes ont laissé des traces aux Granges, aux Terres du Four et au Plateau (proche des Gleïo). D’autres sites sont signalés.
Cette abondance de sites, notamment néolithiques, qui se confirme dans les communes voisines de Vachères et Simiane-la-Rotonde est expliquée par la nature du sol : grès et sables cénomaniens, grès verts du clansayésien-albien, qui sont aisément cultivables avec des outils rustiques ou une araire qui ne travaille le sol qu’en surface. Ces sols acides favorisent en outre la pousse de plantes facilement inflammables (cystes, bruyère), donc favorisant une culture sur brulis.

### Antiquité
Un oppidum de la tribu celto-ligure des Albici puis gallo-romain a été édifié sur l’éperon rocheux dominant les gorges creusées par le Calavon, avec un mur, probablement de pierres sèches, le barrant au sud, protégeant le village, là où les falaises des gorges ne le protégeaient pas. Celui-ci est plus occupé au Haut Moyen Âge (période d’insécurité) que sous la pax romana.

### Moyen Âge
Alors que le sud-est de la Gaule était une terre burgonde, le roi des Ostrogoths Théodoric le Grand fait la conquête de la région entre la Durance, le Rhône et l’Isère en 510. La commune dépend donc brièvement à nouveau de l’Italie, jusqu’en 526. En effet, pour se réconcilier avec le roi burgonde Gondemar III, la régente ostrogothe Amalasonthe lui rend ce territoire.
La localité apparaît pour la première fois dans les chartes au XIIIe siècle (1113 selon Daniel Thiery) ; elle est inhabitée en 1471. La communauté relevait de la viguerie de Forcalquier. Son église paroissiale relevait du chapitre d’Apt, qui percevait donc les revenus liés à cette paroisse.
Elzéar de Sabran, viguier d'Arles (1374-75), fut seigneur de Dauphin et d'Oppedette.

### Période moderne
Les protestants se rassemblaient pour leur culte dans les gorges proches du village.

### Révolution française
Durant la Révolution, la commune compte une société patriotique, créée après la fin de 1792.

### Période contemporaine
La paroisse est fermée de 1803 à 1834[réf. souhaitée].
Comme de nombreuses communes du département, Oppedette se dote d’une école bien avant les lois Ferry : en 1863, elle en possède déjà une qui dispense une instruction primaire aux garçons, au chef-lieu. Aucune instruction n’est donnée aux filles : ni la loi Falloux (1851), qui impose l’ouverture d’une école de filles aux communes de plus de 800 habitants, ni la première loi Duruy (1867), qui abaisse ce seuil à 500 habitants, ne concernent Oppedette. Si la commune profite des subventions de la deuxième loi Duruy (1877) pour construire une école neuve, ce n’est qu’avec les lois Ferry que les filles de d’Oppedette sont régulièrement scolarisées.
Jusqu’au milieu du XXe siècle, la vigne était cultivée à Oppedette. Le vin produit était destiné à l’autoconsommation. Cette culture est aujourd’hui abandonnée, excepté quelques pieds de vigne pour raisins de table. De la même façon, l’olivier, cultivé sur de petites surfaces au XIXe siècle, jusqu’à l’altitude de 600 mètres, exceptionnellement jusqu’à 700 mètres, a aujourd’hui disparu, toutefois quelques oliviers ont été replantés et donnent de bons résultats.
Une mine de phosphate a été exploitée.

## Politique et administration

### Intercommunalité
Oppedette était, en 2011, l'une des treize communes du département à n'être rattachée à aucun établissement public de coopération intercommunale (EPCI) à fiscalité propre. À la suite du schéma départemental de coopération intercommunale de 2011 établi par la préfecture, prévoyant « la couverture intégrale du territoire par des EPCI à fiscalité propre », la commune est rattachée en 2013 à la communauté de communes du Pays de Banon.
Depuis le 1er janvier 2017, elle fait partie de la communauté de communes Haute-Provence Pays de Banon.

### Liste des maires
| Période                                  | Période                       | Identité                  | Étiquette | Qualité     |
| ---------------------------------------- | ----------------------------- | ------------------------- | --------- | ----------- |
| Les données manquantes sont à compléter. |                               |                           |           |             |
| Mai 1945                                 |                               | Danican Grégoire          |           |             |
| Février 1947                             | 2002 ?                        | Paul Fayet puis Noël Vial |           |             |
| Avant 2005                               | Réélu en 2008                 | Sylvain Vial              |           |             |
| Avril 2014                               | En cours (au 21 octobre 2014) | Laurent Fayet,            | DVG       | Agriculteur |

## Population et société

### Démographie
Les habitants de la commune sont appelés les Oppedetois.
En 2022, Oppedette comptait 44 habitants. À partir du XXIe siècle, les recensements réels des communes de moins de 10 000 habitants ont lieu tous les cinq ans (2006, 2011, 2016, etc. pour Oppedette). Depuis 2004, les autres chiffres sont des estimations.
| 1765 | 1793 | 1800 | 1806 | 1821 | 1831 | 1836 | 1841 | 1846 |
| ---- | ---- | ---- | ---- | ---- | ---- | ---- | ---- | ---- |
| 213  | 198  | 133  | 214  | 227  | 221  | 236  | 234  | 240  |

| 1851 | 1856 | 1861 | 1866 | 1872 | 1876 | 1881 | 1886 | 1891 |
| ---- | ---- | ---- | ---- | ---- | ---- | ---- | ---- | ---- |
| 228  | 249  | 227  | 226  | 215  | 221  | 214  | 177  | 170  |

| 1896 | 1901 | 1906 | 1911 | 1921 | 1926 | 1931 | 1936 | 1946 |
| ---- | ---- | ---- | ---- | ---- | ---- | ---- | ---- | ---- |
| 164  | 142  | 149  | 137  | 110  | 93   | 95   | 76   | 57   |

| 1954 | 1962 | 1968 | 1975 | 1982 | 1990 | 1999 | 2006 | 2011 |
| ---- | ---- | ---- | ---- | ---- | ---- | ---- | ---- | ---- |
| 41   | 32   | 43   | 52   | 62   | 38   | 56   | 60   | 60   |

| 2016 | 2021 | 2022 | - | - | - | - | - | - |
| ---- | ---- | ---- | - | - | - | - | - | - |
| 50   | 47   | 44   | - | - | - | - | - | - |

| 1471     |
| -------- |
| inhabité |

L’histoire démographique d’Oppedette, après l’abandon complet au XVe siècle et le long mouvement de croissance jusqu’au début du XIXe siècle, est marquée par une période d’« étale » où la population reste relativement stable à un niveau élevé. Cette période dure des années 1810 à 1866. L’exode rural provoque ensuite un mouvement de recul démographique de longue durée. En 1921, la commune enregistre la perte de la moitié de sa population du maximum historique de 1856. Le mouvement de recul se poursuit jusqu’aux années 1960. Depuis, la population s’est remis à croître, doublant par rapport au plancher de 1962. De 1911 à 1921, la population a perdu 27 habitants à la suite de la saignée de la guerre de 1914-1918. Cette tendance s'est d'ailleurs jusqu'à son minima de 32 habitants en 1962.

### Cultes
La paroisse est rattachée à un secteur pastoral de 14 paroisses, le secteur pastoral du Largue. Le culte est célébré alternativement dans les églises de ces quinze communes.

## Économie

### Aperçu général
En 2009, la population active s’élevait à 28 personnes, dont trois chômeurs (six fin 2011). Ces travailleurs sont majoritairement salariés (14 sur 26) et travaillent majoritairement hors de la commune (14 actifs sur 26).

### Agriculture
Fin 2010, le secteur primaire (agriculture, sylviculture, pêche) comptait six établissements actifs au sens de l’Insee (exploitants non-professionnels inclus) et trois emplois salariés.
Le nombre d’exploitations professionnelles, selon l’enquête Agreste du ministère de l’Agriculture, est très faible et couvert par le secret statistique en 2010 : elles ne pratiquaient que les grandes cultures. Il était de neuf en 2000, de huit en 1988. De 1988 à 2000, la surface agricole utile (SAU) avait augmenté, de 356 à 476 ha. Les deux cultures symboliques des régions méditerranéennes, l’olivier et la vigne, ne sont plus cultivées à Oppedette. Toutefois, la culture de l'olivier reprend quelque peu.

### Artisanat et industrie
Fin 2010, le secteur secondaire (industrie et construction) comptait un établissement, n’employant aucun salarié.

### Activités de service
Fin 2010, le secteur tertiaire (commerces, services) comptait quatre établissements (avec un emploi salarié), auxquels s’ajoutent les deux établissements du secteur administratif (regroupé avec le secteur sanitaire et social et l’enseignement), salariant cinq personnes.
D'après l’Observatoire départemental du tourisme, la fonction touristique est d’une importance moyenne pour la commune, avec entre un et cinq touristes accueillis par habitant, la capacité d'hébergement touristique, assez faible, est principalement non-marchande et consiste en meublés labellisés.
Les résidences secondaires apportent un complément important à la capacité d’accueil : au nombre de 44, elles représentent 58 % des logements. Parmi les résidences secondaires, sept possèdent plus d’un logement,.

## Culture locale et patrimoine

### Lieux et monuments

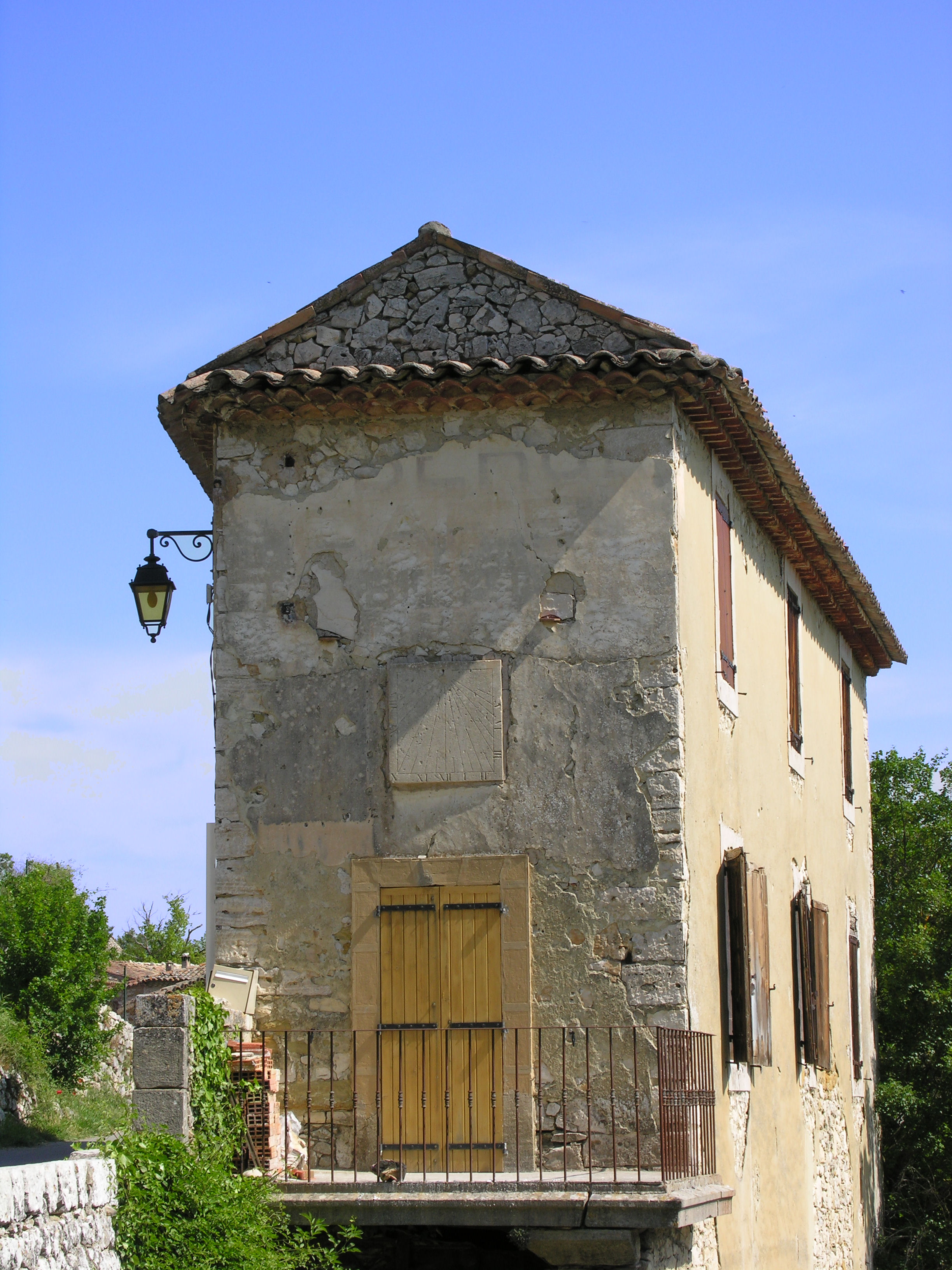

Village pittoresque, avec belvédère et vue plongeante avec un dénivelé de 150 m.
L’église paroissiale, placée sous l’invocation de saint Didier, est construite en 1834.
Le pont que la route départementale RD 201 emprunte pour franchir le Calavon est signalé parmi les ponts d’intérêt secondaire, mais intéressants.
- fontaine ancienne ; moulin ; monument aux morts, ce monument ayant été posé à côté de l'ancien calvaire, à deux ou trois mètres, au bas de l'escalier d'accès, la première pierre du muret était constituée par un calvaire devant la mairie, dont le soubassement est un autel votif au dieu Mars qui a été déplacé, en raison de vandalisme, et est encastré désormais dans la façade de l'église; maisons anciennes ; ruelles. À noter un beau bâtiment de presbytère. À l'extérieur, deux oratoires : celui de Saint-Joseph, route de Vachères et celui de Saint-André, route d'Apt.

Dans les gorges du Calavon où se tenaient les assemblées protestantes, des sièges et une chaire ont été taillés dans le roc.
Gorges (creusées par le Calavon) ou canyon d'Oppedette, avec les sentiers GR4 et GR6 : randonnées pédestres, escalade.

### Héraldique
| Blason de Oppedette | Blason  | De sinople à un ours d'or ; coupé d'or à un pal de gueules.                                                             |
| Blason de Oppedette | Détails | Le sinople est de couleur verte et le pal de gueules de couleur rouge. Le statut officiel du blason reste à déterminer. |